# Béthencourt-sur-Mer

Béthencourt-sur-Mer este o comună în departamentul Somme, Franța. În 1 ianuarie 2022 avea o populație de 897 de locuitori.